# Centwine
Centwine (narozen ?, † po 685/686) byl anglosaský král Wessexu z rodu Cerdikovců (od roku 676). Vládl mezi lety 676 až 685/686, ale možná nebyl v té době jediným králem Západních Sasů. V roce 685 nebo 686 abdikoval a stal se mnichem.
Anglosaská kronika zaznamenává, že se Centwine stal králem asi roku 676, coby nástupce krále Æscwina. Beda Ctihodný konstatuje, že po smrti krále Cenwalha „jeho podřízení vládci vzali na sebe království lidu a rozdělili si ho mezi sebou, drželi ho deset let“. Bedův nezájem o krále Æscwina a Centwina jako o pouhé „podkrále“ může odrážet názory příznivců krále Inea, jehož rodina vládla Wessexu v Bedově době. Pokud se tedy západosaské království po Cenwalhově smrti rozpadlo, zdá se, že během Centwinovy vlády bylo opět sjednoceno.
Záznam k roku 682 v Anglosaské kronice uvádí, že „Centwine zahnal Britony k moři“. Toto je jediná událost v ní zaznamenaná za dobu jeho vlády. Aldhelm († 709), biskup ze Sherborne, ve své Carmina Ecclesiastica sepsané jednu generaci po Centwinově panování zaznamenal, že Centwine vyhrál tři velké bitvy. Kromě toho zmiňuje, že byl pohanem po část své vlády, přijal křesťanství a stal se patronem církve. Podle verze jeho rodokmenu uvedené v Anglosaské kroniky měl být jeho otcem král Cynegils, a tak měl být bratrem krále Cenwalha a možná i Cwichelma, krále Gewisů. Nicméně Aldhelm žádný takový vztah nezaznamená.
Kapitola 40 hagiografického textu Život sv. Wilfrida sepsaná blíže téměř neznámým Štěpánem z Riponu uvádí, že se Centwine oženil se sestrou královny Iurminburhy, druhé manželky northumbrijského krále Ecgfrithe. Její jméno není spolehlivě zaznamenáno a názor, že by měla být totožná s Dunnou, abatyší ve Withingtonu, je víceméně odmítán. Nicméně jejich dcera Bugga byla jeptiškou určitě, když jí Aldhelm věnoval verše, a pravděpodobně byla abatyší.
Centwine měl abdikovat a stát se mnichem. Aldhelm píše, že „se vzdal bohatství a otěží vlády a zanechal své království ve jménu Krista“. Datum jeho smrti není známo. Na trůnu Wessexu ho nahradil uzurpátor Cædwalla.